# Castors de Paris
I Castors de Paris sono stati una squadra di football americano di Parigi, in Francia, facente capo all'École spéciale des travaux publics, du bâtiment et de l'industrie.

## Storia
La squadra è stata fondata nel 1982, per unirsi nel 1994 con gli Sphinx du Plessis-Robinson. Ha vinto 4 volte il campionato nazionale.
Nel 2009 i Castors hanno riaperto e partecipano al campionato universitario.

## Palmarès
- 4 Caschi d'Oro (primo livello) (1987, 1988, 1989, 1993)
- 1 Coppa di Francia (1984)